# Список умерших в 1084 году
В этой статье представлен список известных людей, умерших в 1084 году.
См. также: Категория:Умершие в 1084 году

## Январь
- 20 января — Оттоне II — маркграф Монферрата с 1042 года.

## Февраль
- 16 февраля — Зигфрид I фон Эпштейн — архиепископ Майнца (с 1059).

## Апрель
- 2 апреля — Гуго-Рено — граф Тоннера (1050—1065), граф Бара-сюр-Сен, епископ Лангра (с 1065).
- 13 апреля — Хоэль II — граф Корнуая (как Хоэль I) с 1058 года, граф Нанта с 1063 года, титулярный граф Ренна (как Хоэль I) с 1066 года, герцог Бретани с 1066 года.
- Фридрих I[нем.] — епископ Мюнстера (1063—1084)

## Июнь

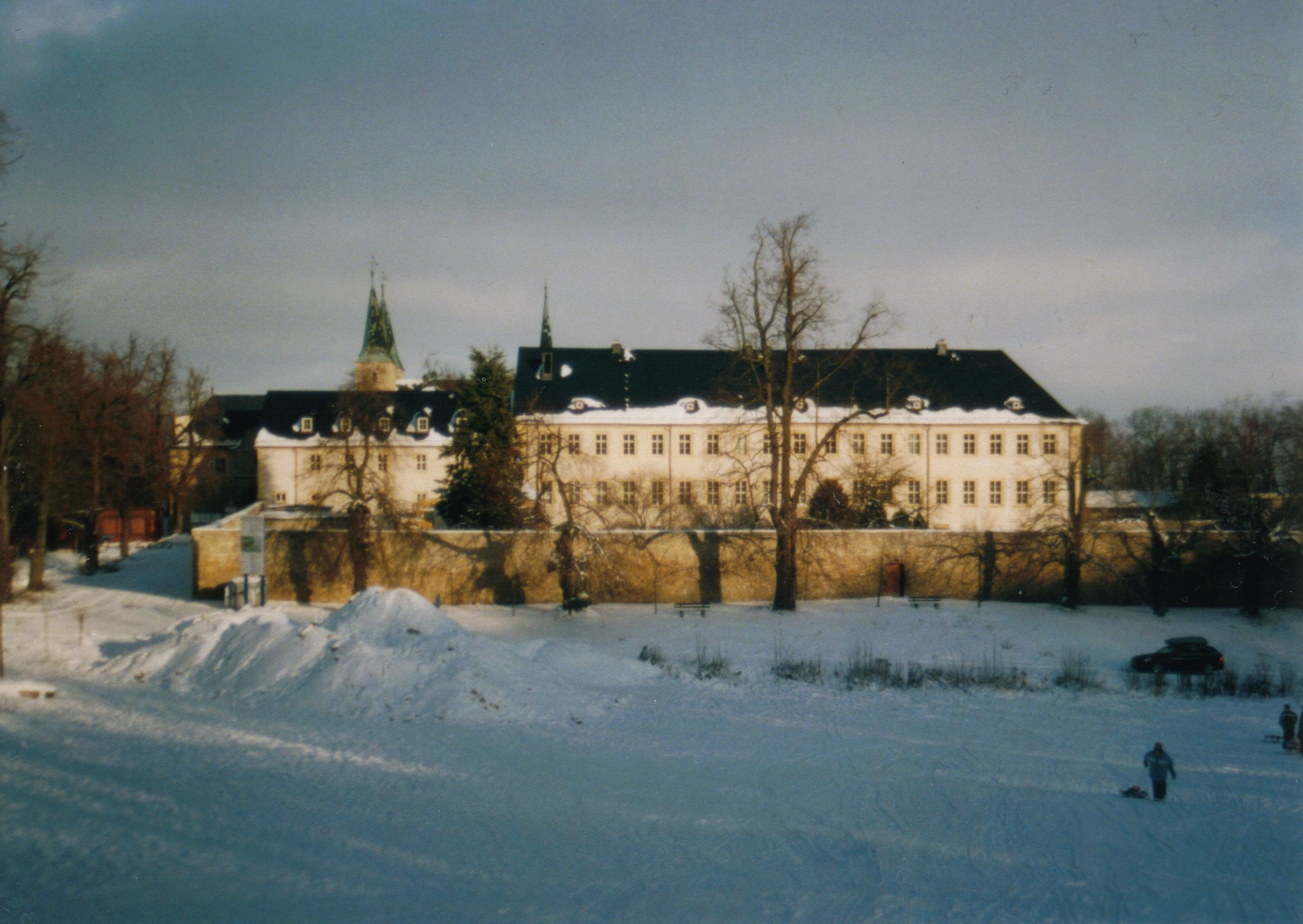
монастырь Хисбург, основанный Эккехардом

- 28 июня — Эккехард Хисбургский[нем.] — основатель монастыря Хисбург[нем.] в Германии

## Октябрь
- 10 октября — Гилла Патрайк[англ.] — епископ Дублина c 1074 года.
- 25 октября — Жоффруа II Грегонат (Усатый) — граф Ренна (1066—1084). Умер после низложения в заточении. Последний представитель Реннского дома.

## Дата неизвестна или требует уточнения
- Абу Али аль-Фармади — один из известных мистиков и проповедников Туса.
- Агсартан I — царь Кахетии с 1054 года
- Ридель, Жоффруа (герцог Гаэты)[англ.] — герцог Гаэты с 1067 года
- Готье I Жиффар — крупный нормандский аристократ, участник нормандского завоевания Англии, основатель англонормандского рода Жиффаров, впоследствии — графов Бекингем.
- Гуитмонд — епископ Аверсы, оппонент Беренгара Турского.
- Констанция Савойская — маркграфиня, супруга маркграфа Монферратского Оттона II из дома Алерамичи.
- Солу — король Пагана с 1077 года
- Фудзивара но Кенши[англ.] — императрица-консорт Японии (1074—1084), жена императора Сиракава